# أحمد مدنية
أحمد مدنية لاعب كرة قدم سوري من مواليد 1 يناير 1990 يلعب في مركز حراسة المرمى لصالح نادي تشرين ومنتخب سوريا لكرة القدم. بدأ مسيرته عام 2011 مع نادي تشرين، وانتقل اعتبارًا من 2014 ليلعب مع نادي الجيش، ثمّ عاد في 7 يوليو 2019 إلى تشرين.

## روابط خارجية
- أحمد مدنية على موقع قاعدة بيانات كرة القدم.إي يو (الإنجليزية)
- أحمد مدنية على موقع ناشيونال فوتبول تيمز (الإنجليزية)
- أحمد مدنية على موقع Soccerway.com (الإنجليزية)
- أحمد مدنية على موقع عالم كرة القدم.نت (الإنجليزية)
- أحمد مدنية على موقع كووورة